# Onycholyda sertata
Onycholyda sertata är en stekelart som först beskrevs av Friedrich Wilhelm Konow 1903.  Onycholyda sertata ingår i släktet Onycholyda, och familjen spinnarsteklar. Enligt den finländska rödlistan är arten nära hotad i Finland. Arten är reproducerande i Sverige. Artens livsmiljö är friska och lundartade moar.